# Vasilij Kandinskij
Vasilij Vasiljevič Kandinskij také Wassily Kandinsky nebo Kandinský, rusky Василий Васильевич Кандинский (4. prosincejul./ 16. prosince 1866greg. Moskva – 13. prosince 1944 Neuilly-sur-Seine u Paříže) byl ruský malíř, grafik a teoretik umění, který později žil a pracoval v Německu a ve Francii. Spolu s Františkem Kupkou, Kazimirem Malevičem, Mikolajusem Čiurlionisem a Pietem Mondrianem patří k průkopníkům abstraktního malířství.

## Život

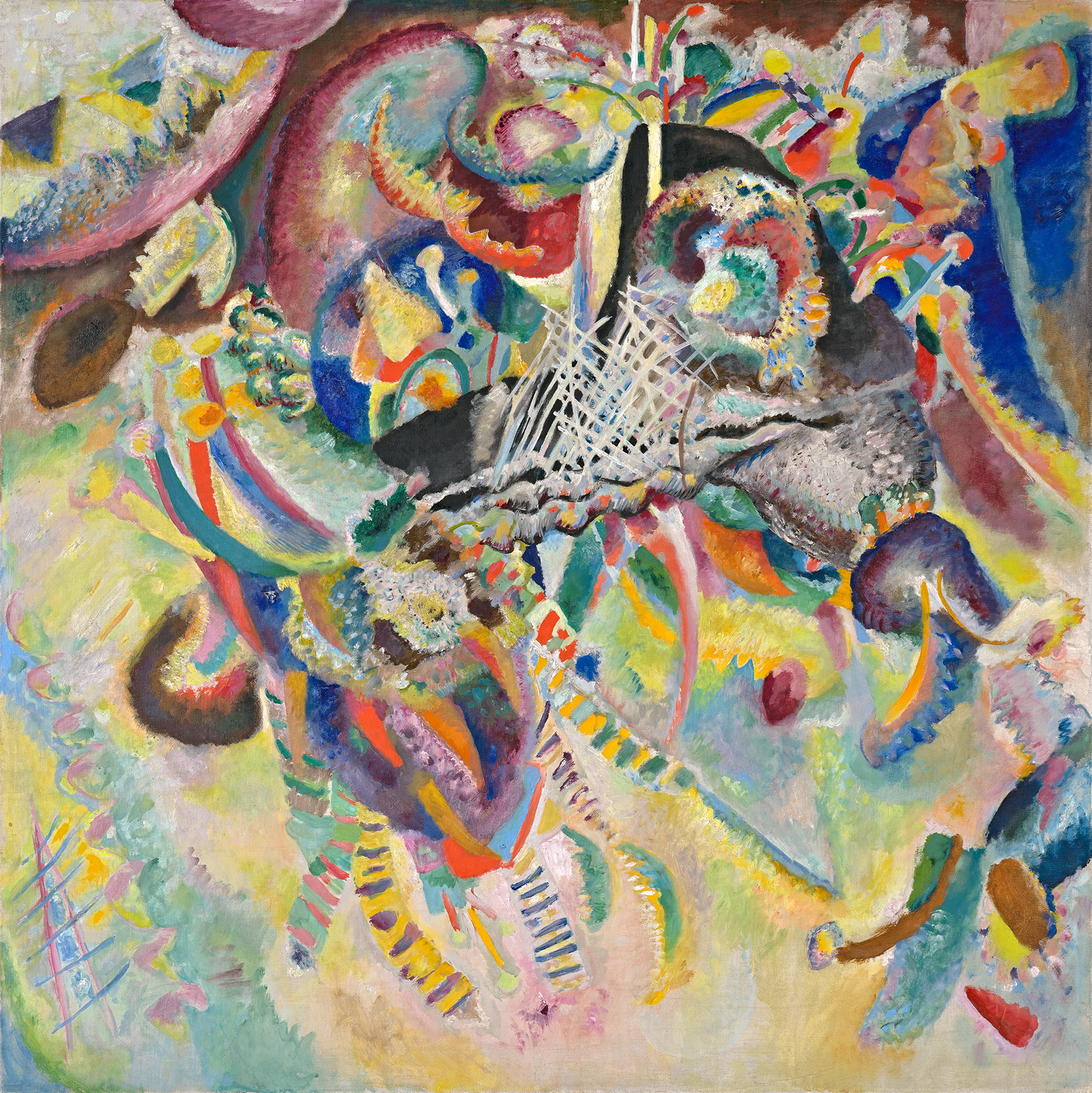
Fuga (1914)

Kandinský se narodil v zámožné rodině obchodníka s čajem, která se v roce 1871 odstěhovala z Moskvy do Oděsy. Rodiče se rozvedli a o Vasilije pečovala teta. Po maturitě na gymnáziu v Oděse studoval v letech 1886–1892 na univerzitě v Moskvě právo, národohospodářství a etnologii. Roku 1889 podnikl v rámci výzkumného programu Společnosti pro přírodní vědy výpravu do Vologdské oblasti, kde studoval právní systém syrjanských kmenů, jejich náboženství a kulturu. Neobyčejně ho zaujaly geometrické a abstraktní malby na jejich bubnech, což se zřetelně projevilo na jeho obrazech. Ještě během studií se v roce 1892 oženil se svou sestřenicí Annu Šemjakinovou. Žil s ní ale jen do roku 1902, kdy poznal malířku Gabriele Münterovou. Manželství s Šemjakinovou bylo rozvedeno teprve roku 1911. Poté, co obhájil disertační práci na téma O zákonnosti dělnické mzdy, začal od roku 1893 učit jako asistent právo na moskevské univerzitě.

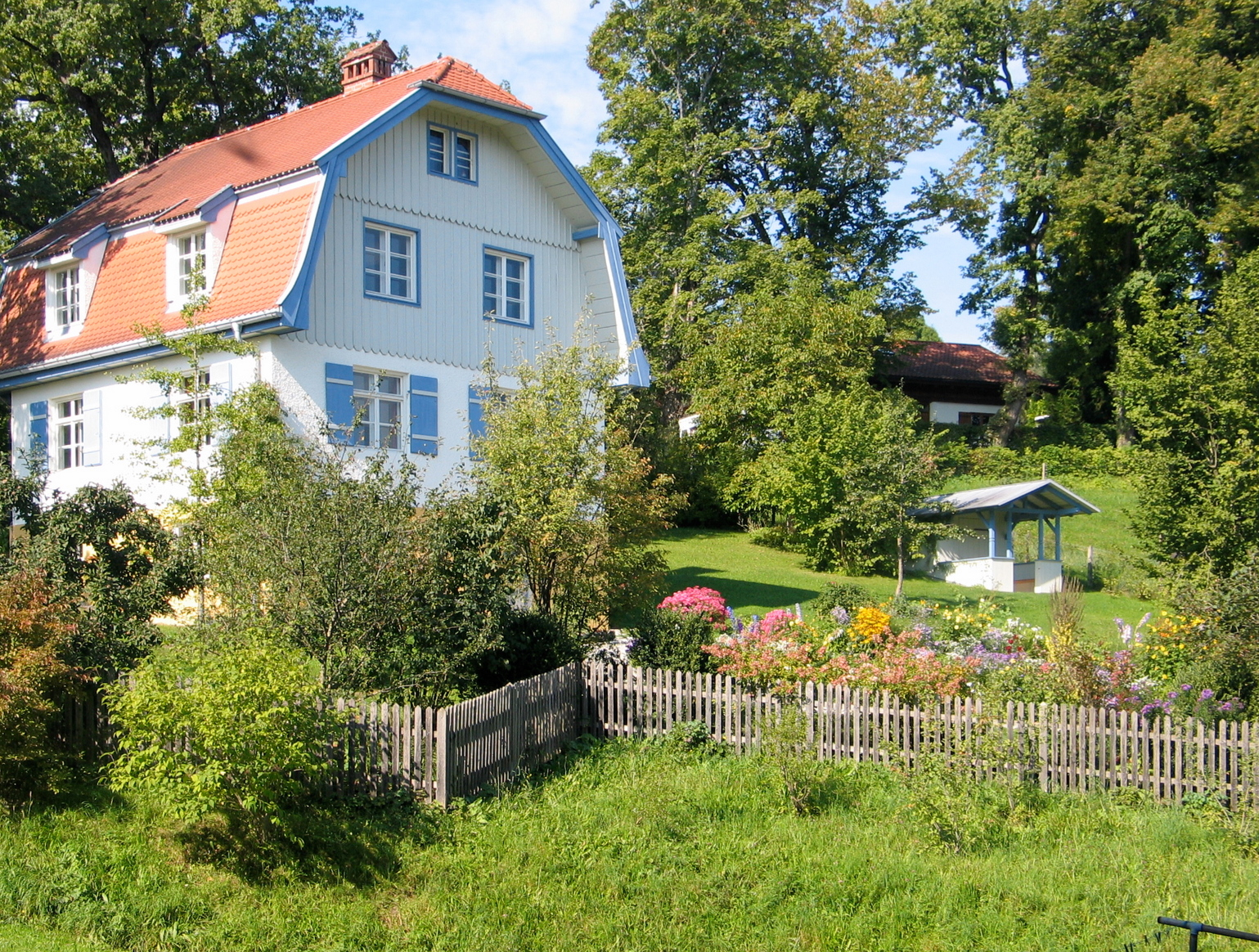
Dům G. Münterové v Murnau, kde žila s Kandinským

 Pro jeho rozhodnutí ukončit akademickou dráhu a zcela se věnovat malířství byly určující dva zážitky: zhlédnutí Wagnerovy opery Lohengrin a moskevská výstava francouzských impresionistů, kde ho uchvátil Monetův obraz Kupky sena. V roce 1896 odešel do Mnichova, který byl v té době po Paříži druhým uměleckým centrem v Evropě. Začal studovat v soukromé škole malíře Antona Ažbe, kde poznal krajany Alexeje Jawlenského a Marianne Werefkinovou. V roce 1900 byl na druhý pokus přijat na tamní akademii do třídy renomovaného malíře Franze von Stucka. Po roce ale školu opustil a založil s přáteli skupinu Phalanx, zaměřenou proti akademickému způsobu malby. Do roku 1904, kdy byla rozpuštěna, uspořádala Phalanx celkem 12 výstav, na nichž byli mnichovskému publiku představeni i jiní než němečtí umělci, např. Claude Monet. V rámci Phalanx otevřel Kandinskij vlastní malířskou školu, kde poznal svou pozdější dlouholetou družku Gabriele Münterovou.
Roky 1905–1907 byly ve znamení cest. Spolu s Münterovou navštívili Nizozemsko, Rusko, Francii, Švýcarsko, Tunisko a Itálii. Do Německa, konkrétně do Berlína, se vrátili v září 1907. V té době měl už Kandinskij za sebou účast na několika kolektivních výstavách v Paříži. Roku 1908 pozvali Münterovou s Kandinským Javlenský a Werefkinová ke společnému malířskému pobytu do města Murnau v jižním Bavorsku v podhůří Alp. Oběma malířům se zde natolik zalíbilo, že zde Münterová zakoupila dům (žila zde po rozchodu s Kandinským) a pravidelně sem oba jezdili. Seznámil se také s teosofem Rudolfem Steinerem, který ho silně ovlivnil.
Roku 1909 založil společně s Javlenským, Alfredem Kubínem a dalšími 11 osobnostmi spolek Neuer Künstlerverein München (Nové umělecké sdružení Mnichov). Druhá výstava sdružení v září 1910 natolik uchvátila malíře Franze Marca, že počátkem roku 1911 s Kandinským navázal osobní kontakt a stal se členem spolku. Na začátku roku 1911 Kandinskij z funkce předsedy sdružení odstoupil. Když pak v prosinci téhož roku jury výstavy, kterou Neuer Künstlerverein pořádal, odmítla jeho obraz Kompozice V, Kandinský ze spolku vystoupil a vzápětí založil skupinu Der Blaue Reiter (Modrý jezdec), jejíž název byl odvozen od jednoho jeho obrazu. Existence skupiny byla ukončena vypuknutím první světové války. Jejím členem se zprvu stal i August Macke. Ke tvorbě většiny malířů z okruhu skupiny včetně Kandinského však měl vážné výhrady a společenství brzy opustil. Roku 1912 vydal Kandinský velice vlivnou knihu „O duchovnosti v umění“ (Über das Geistige in der Kunst). Dokazoval v ní, že zdrojem umělecké tvorby je vnitřní svět člověka a její řídící silou je „vnitřní nutnost“.
V témže roce vyšla ještě jedna publikace, na jejímž vzniku a obsahu se Kandinskij podílel a která měla zásadní význam pro dějiny umění: Almanach Der Blaue Reiter. Texty ho opatřili Kandinskij, Macke a Marc, autory hudebních kompozic byli Arnold Schoenberg, Alban Berg a Anton Webern. Almanach obsahoval rovněž reprodukce soudobých malířů spřízněných s názory osobností sdružených kolem Der Blaue Reiter, např. Roberta Delaunaye, Oskara Kokoschky či Hanse Arpa.

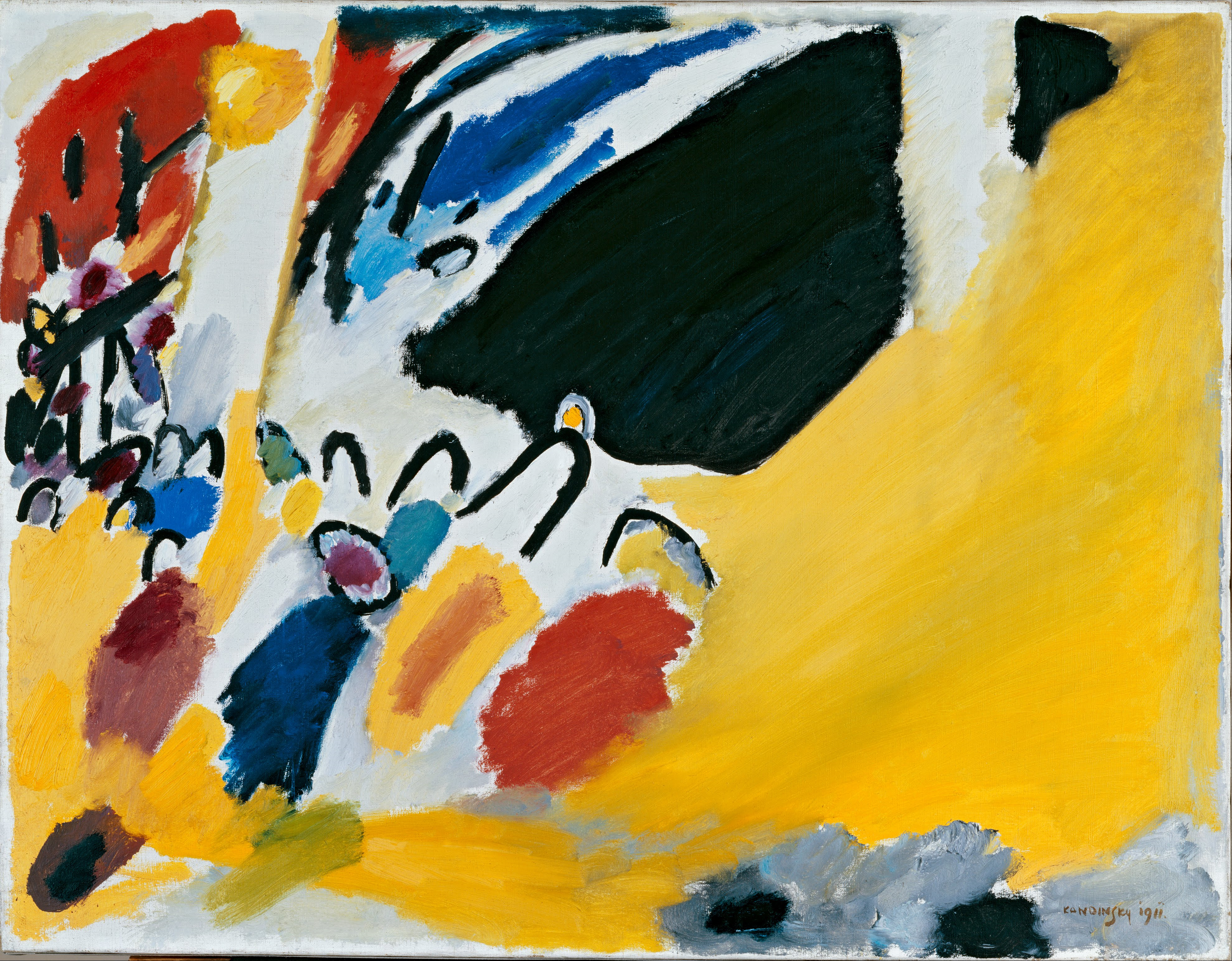
Imprese III (Koncert) (1911)

Když vypukla první světová válka, musel Kandinskij jako občan nepřátelského státu Německo opustit. Spolu s Münterovou uprchl počátkem srpna 1914 do Švýcarska a odtud v listopadu téhož roku už sám odjel do Ruska, zatímco Münterová do neutrálního Švédska. V zimě 1915/1916 se oba sešli ve Stockholmu, jednalo se o jejich poslední setkání. Kandinskij se usadil v Moskvě, kde se počátkem roku 1917 oženil s dcerou generála Ninou Andrejevskou. Narodil se jim syn, který však v roce 1920 zemřel.

Podobně jako další avantgardní umělci dal se i Kandinskij do služeb nového bolševického režimu, ačkoliv jej Říjnová revoluce připravila o značný zděděný majetek. Hned v roce 1918 se stal členem Lidového komisariátu pro výtvarné umění, který vedl Vladimir Tatlin, a začal vyučovat ve Státních uměleckých dílnách. V letech 1919–1921 byl ředitelem Muzea malířské kultury v Moskvě. V listopadu 1919 byl jmenován ředitelem všeruské nákupní komise pro muzea výtvarného umění. V roce 1920 spoluzakládal Státní umělecko-technické dílny a Institut umělecké kultury. Pro něj vypracoval pedagogický program, který však v tehdejším prostředí, zcela zahleděném do programu konstruktivismu, nebyl přijat. Od podzimu 1920 se prohlubovaly jeho neshody s vedoucími představiteli sovětské umělecké scény, zejména s Alexandrem Rodčenkem, který zodpovídal za reorganizaci uměleckých škol a muzeí. V důsledku toho Kandinskij opustil jak Institut umělecké kultury, tak umělecko-technické dílny. 

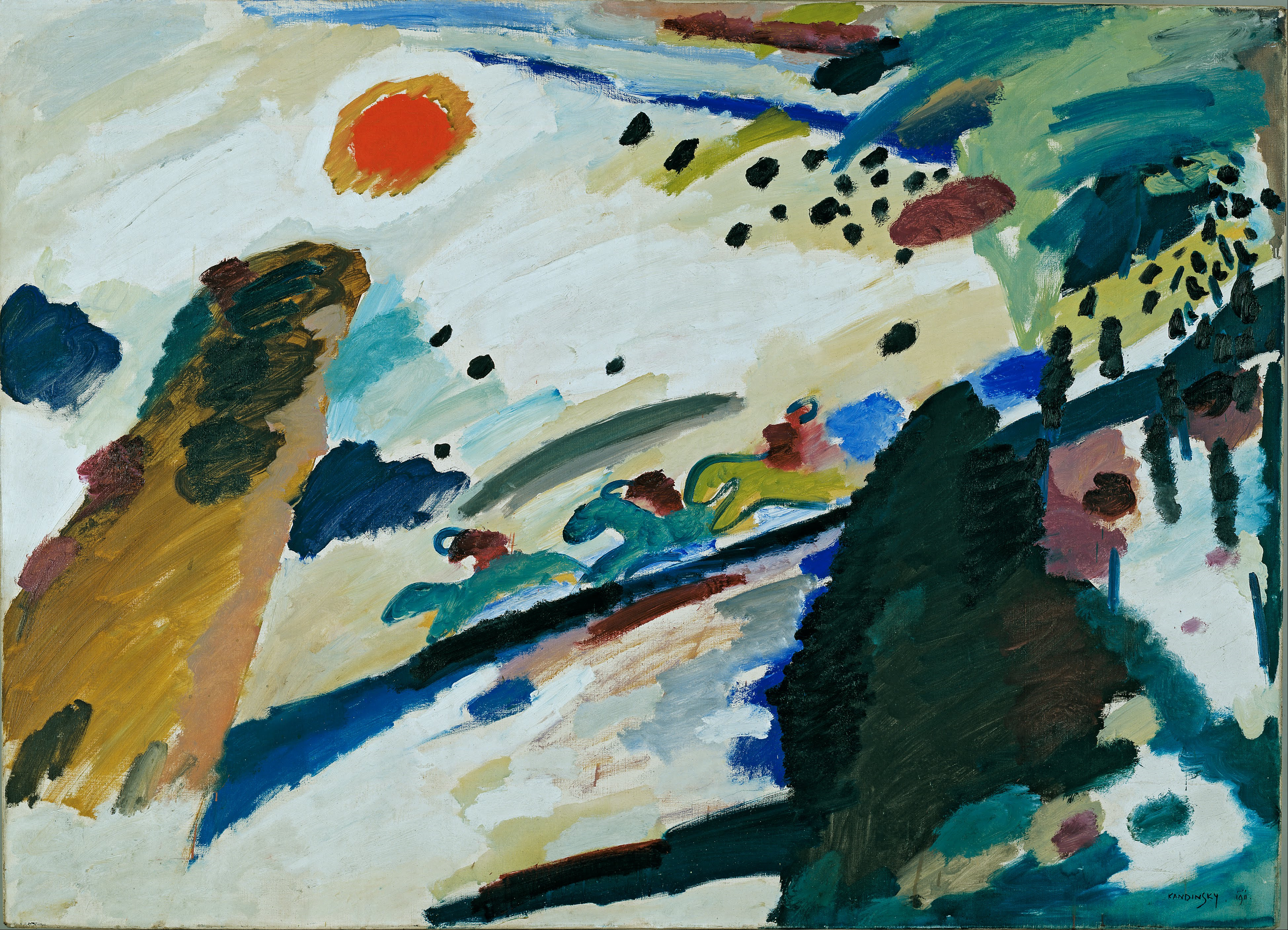
Romantická krajina (1911)

 Přesto byl ještě v roce 1921 u založení Akademie věd a umění a byl jmenován jejím viceprezidentem. Vypracoval program pro její fyzio-psychologické oddělení, ani ten ale nebyl přijat. Na konci roku 1921 Kandinskij spolu s manželkou Rusko natrvalo opustil a odjel do Berlína. Zde se v březnu 1922 seznámil s architektem Walterem Gropiem. Neměl zajištěnou další existenci, proto rád přijal jeho pozvání a stal se učitelem v Bauhausu ve Výmaru.
Kandinskij zde přednášel o teorii formy a vedl malířský ateliér. V Bauhausu se sblížil s Paulem Klee, kterého znal už z dob mnichovských studií u Stucka. V roce 1924 spolu s ním, Lyonelem Feiningerem a Alexejem Jawlenským založili skupinu „Modrá čtyřka“ (Die Blauen Vier), odkazující názvem na uskupení Der Blaue Reiter. V Bauhausu působil i po přestěhování školy do Desavy a Berlína až do jejího definitivního uzavření v roce 1933.

Na začátku 20. let navázal kontakty s Marcelem Duchampem. Výsledkem byla roku 1923 samostatná výstava v newyorské galerii Société Anonyme. Galerii založili Duchamp spolu se svojí mecenáškou Katherine Dreier a Manem Rayem. V ediční řadě monografií vydávaných Bauhausem vyšla v roce 1926 Kandinského druhá zásadní teoretická kniha: Bod – linie – plocha (Punkt und Linie zu Fläche). U příležitosti malířových šedesátin mu bylo v evropských městech uspořádáno několik retrospektiv. V roce 1928 získal německé občanství. Roku 1930 se v Desavě setkal s americkým milionářem Guggenheimem, který právě zakládal sbírku „ne-objektivního“ malířství, základ pozdějšího Guggenheimova muzea, kde postupně shromáždil více než 150 Kandinského obrazů. Ve stejné době navázal v Paříži kontakty s malíři sdruženými do skupiny „Cercle et Carré“ (Kruh a čtverec). Když nacisté roku 1933 Bauhaus uzavřeli, odešel Kandinskij v prosinci 1933 do Francie, kde roku 1939 získal občanství. Na radu Marcela Duchampa se usadil na západním předměstí Paříže, v Neuilly-sur-Seine.

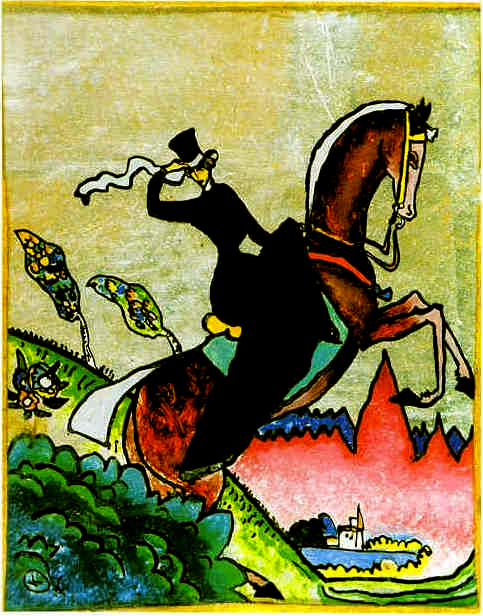
Amazonka (1911)

V Paříži se Kandinskij stýkal s umělci jako byli Robert Delaunay, Piet Mondrian, Joan Miró nebo Hans Arp. Nadále maloval a vystavoval, v roce 1936 se podílel na velkých výstavách v New Yorku a Londýně věnovaných abstraktnímu umění. V roce 1937 zabavili nacisté v německých muzeích 57 jeho obrazů a řadu z nich vystavili na výstavě tzv. „zvrhlého umění“. V roce 1939 dokončil svůj poslední velký obraz s názvem Kompozice X. V těžkých dobách okupace našel podporu zejména u galeristky Jean Bucher, která mu uspořádala tři výstavy. I když v posledních měsících života trpěl aterosklerózou, stále maloval maloformátové oleje na kartonu. Kandinskij zemřel ve svém bydlišti 13. prosince 1944.

## Dílo
Kandinskij byl jedním z aktérů největší revoluce v malířství od dob renesance. Spočívala v opuštění předmětného zobrazení a přechodu k abstrakci. Do tohoto stádia ale Kandinskij dospěl až ve středním věku. Jeho první dochované olejomalby pocházejí až ze začátku 20. století. Tematicky často vycházejí z ruského folklóru, s nímž se Kandinskij seznámil během studijní cesty v roce 1889. Často maloval také náměty z rodné Moskvy. Formou mají některé z nich (např. „Jezdci“) blízko k Signacovu pointilismu.

Pro Kandinského byl vždy důležitý duchovní rozměr jeho tvorby. Na rozdíl od malířů drážďanské expresionistické skupiny Die Brücke nešlo Kandinskému a Markovi, vůdčím duchům sdružení Der Blaue Reiter, o revoluční společenské změny: Tvořili kvůli umění samotnému. Jejich obrazy z doby existence Der Blaue Reiter (před vypuknutím Velké války) jsou často lyrické a nalezneme v nich romantické prvky.

Improvizace Gorge (1914)

K definitivnímu příklonu k abstrakci u Kandinského došlo v roce 1913, i když obrazy z předchozích dvou let již tento vývoj intenzivně předjímaly. Podle Kandinského došlo k obratu jednoho večera, kdy se vrátil domů a spatřil mezi svými obrazy dílo někoho cizího, které se mu však líbilo. Po chvíli zjistil, že jde o jeho vlastní výtvor, otočený o devadesát stupňů. Na obraze ho zaujaly barvy a tvary, prodchnuté vnitřním žárem. První ryze abstraktní akvarel „Bez názvu“ sice Kandinskij antedatoval do roku 1910, pochází však z roku 1913. Rok předtím vydal svůj zásadní teoretický spis „O duchovnosti v umění“. Rozvedl v něm Goethovu nauku o barvách a kromě toho pojednal také o geometrických formách: kruhu, polokruhu, trojúhelníku, čáře.

Kandinskij věřil, že hudba a malířství jsou si blízké. Barvy a formy podle jeho pojetí vystupují z hloubi duše stejně jako hudba. Proto také pro názvy svých obrazů používal termínů z oblasti hudby: Improvizace, Imprese, Kompozice. Byl přesvědčen, že podobně jako hudební skladby mají i obrazy svůj rytmus. Velice si cenil Skrjabina, který naopak usiloval o vyjádření barev prostřednictvím tónů. Mezi soudobými skladateli měl i mnoho blízkých přátel, zejména Arnolda Schoenberga.

Pro neznámý hlas (1916)

Přibližně od roku 1920 se na Kandinského obrazech začínají objevovat geometrické prvky jako výseče kruhů a pravoúhelníků, tečky a zalomené linie, mající funkci významových znaků. Sovětští malíři ovšem Kandinského tvorbě vyčítali formalismus a přílišné podřízení subjektivním pocitům. Duchovní složka skutečně nikdy z Kandinského tvorby nevymizela; vyplývalo to z jeho psychického zakotvení a zájmů: zajímal se o teosofii, hudbu, fascinovaly ho ale také nové objevy ve fyzice. Právě v atomizaci obrazové plochy lze spatřovat jeden z důsledků jeho zájmu o fyziku a matematiku.
V posledních deseti letech života ve Francii namaloval Kandinskij téměř 150 olejomaleb a asi 200 akvarelů. Posledním z nich je olejomalba na kartonu s názvem „Zmírněný elán“ z léta 1944. V obrazech z posledních pěti let malíř ryzí abstrakci opouští. Rozmísťuje na ně různé hravé biomorfní tvary odvozené ze světa flóry a fauny. Přiblížil se tak dílům surrealistů a Joana Miró.
Nejvíce Kandinského obrazů je umístěných v městské galerii Lenbachhaus v Mnichově. U příležitosti svých 80. narozenin věnovala Kandinského dlouholetá přítelkyně Gabriele Münterová městu Mnichov přes 80 děl Kandinského vzniklých před rokem 1914 a mnoho obrazů ostatních příslušníků hnutí Der Blaue Reiter. Kolekce Kandinského díla vlastní rovněž Centre Georges Pompidou v Paříži, Guggenheimovo muzeum v New Yorku a Benátkách, Ermitáž a další prestižní galerie.